# Video Standards Council
Le Video Standards Council (VSC) est l'un des administrateurs du système de classification des jeux vidéo par âge de PEGI, dont le rôle est de vérifier la classification des jeux vidéo pour un public allant jusqu'à l'âge de 7 ans.
Elle a été fondée en 1989 et est responsable de la classification par âge des jeux vidéo vendus au Royaume-Uni depuis 2012. L'organisation est sous la responsabilité du Département du Digital, de la Culture, des Médias et du Sport du gouvernement du Royaume-Uni.

## Historique
Le VSC a été créé en 1989 à la suite des préoccupations exprimées par le ministre britannique de l'Intérieur au sujet de l'industrie de la vidéo. L'organisation a conçu un code de pratique pour garantir que les industries des jeux vidéo livrent leurs produits au public de manière responsable. Il propose également aux détaillants des cours de formation destinés au personnel concernant la fourniture de vidéos, de DVD et de jeux vidéo soumis à des restrictions d'âge.
Depuis 1994, le VSC est responsable de la classification par âge des jeux vidéo. Initialement, ils travaillaient pour le compte de la United Kingdom Interactive Entertainment Association (anciennement ELSPA). Depuis 2003, ils sont administrateurs du système PEGI, qui a été incorporé dans la loi du Royaume-Uni en 2012. Depuis, le VSC est une autorité statutaire chargé de la classification par âge des jeux vidéo au Royaume-Uni. 
De 2012 à 2017, une branche du VSC a été marqué en tant qu'Autorité de classification pour les jeux. Cette marque a été abandonnée en 2017 et le nouveau titre du VSC Rating Board a été adopté pour préciser qu'il s'agissait d'une division du VSC plutôt que d'une entité distincte. Le tableau de classement VSC classe également les jeux pour au moins 30 autres pays européens.